# Charadrius falklandicus
Charadrius falklandicus là một loài chim trong họ Charadriidae.